# Хістеварз
Хістеварз (тадж. Хистеварз) — кишлак (деха) в Согдійському вілояті Таджикистану, центр Хізтеварзського джамоату Гафуровської нохії. Кишлак вважається другим за величиною селом у світі.

## Географія
Кишлак розташований в західній частині Ферганської долини, між двома каналами — Великим Ферганським на півночі та Кайраккумським на півдні. З південного боку піднімається хребет Белісиник висотою 1400—1500 м. За 3 км на північний схід знаходиться Кайраккумське водосховище. Середня висота, на якій розташований кишлак, становить 390 м.

## Історія
Кишлак заснований в VI столітті до н.е. В середні віки був відомий як Хістеварз.
Існує легенда, в якій йде мова про напад мусульман на сусіднє місто Худжанд. Через це дочка місцевого правителя довгий час ховалась і жила в Кістакузі, де всі люди її любили і оберігали. Тоді про них казали Хубчам, тобто спільнота найкращих.
Кишлак був крайнім селом колишнього Худжандського району.

## Економіка
Населення займається в основному землеробством, торгівлею та тваринництвом. В кишлаку знаходиться 2 великих сільськогосподарських підприємства, які складаються з декількох десятків дехканських господарств. Основна сільськогосподарська культура — бавовник, вирощують також овочеві, баштанні та фруктові культури. З промислових підприємств чільне місце посідає місцевих консервний завод.
Через кишлак проходить автомобільна дорога Худжанд-Канібадам, яка має місцеву об'їзну дорогу. На північній околиці, за 1 км, проходить залізниця Бекабад-Канібадам, на якій розташована залізнична станція Костакоз.

## Соціальна сфера
Серед закладів освіти кишлак має 8 загальноосвітніх шкіл, 1 школу-інтернат. За медицину в поселенні відповідають 2 лікарні.
| Таджикистан | Це незавершена стаття з географії Таджикистану. Ви можете допомогти проєкту, виправивши або дописавши її. |